# Romuald Burkard
Romuald Burkard (* 27. Januar 1925 in St. Gallen; heimatberechtigt in Waltenschwil; † 2004) war ein Schweizer Manager. Er war Geschäftsführer (CEO) und anschliessend Verwaltungsratspräsident (VRP) der Schweizer Firma Sika AG, einem Unternehmen im Swiss Market Index.

## Leben und Werk
Burkard wuchs als Sohn des Architekten Johann Burkard und der Bertha Klara Burkard-Müller in St. Gallen auf. Dort studierte er Betriebswirtschaft an der Universität St. Gallen. Dann folgte ein Studium der Sozialwissenschaften an der Universität Freiburg (Schweiz), wo er als Dr. rer. pol. promoviert wurde.
Der entscheidende Schritt in seiner Berufslaufbahn war 1952 der Eintritt in die Firma Kaspar Winkler AG, welche Zusatzstoffe für die Bauindustrie herstellte und später Sika Holding AG genannt wurde. Zuerst war er im Verkauf tätig. Dann übernahm er 1961 die Leitung der Gesamtfirma. Delegierter des Verwaltungsrats wurde er 1968. Ab 1971 war er Verwaltungsratspräsident (VRP). Sika entwickelte sich unter seiner strategischen Leitung zum florierenden globalen Konzern. Als einer der eingesetzten Geschäftsführer wirkte ab 2000 Walter Grüebler, welcher keine persönliche Beziehung zur Besitzerfamilie hatte. Alt-Bundesrat Kurt Furgler war von 1990 bis 2004 VRP der Sika AG, als Burkard verstarb. Furglers Nachfolger als VRP wurde Rudolf Villiger, ein Studienkollege von Burkard und Unternehmer.
In Erinnerung an Burkard wurde jährlich die Romuald Burkard Trophy für eine Spitzenleistung im Sika-Unternehmen verliehen.

## Weitere Tätigkeiten
- 1949 Gründer und langjähriger Präsident der Vereinigung Christlicher Unternehmer (VCU)[7]
- ab 1982 Verwaltungsrat der Firma Sandoz, Basel
- Gründer und Mäzen der Stiftung Pro Marajò zur Entwicklungshilfe in Lateinamerika, insbesondere in Brasilien[1]
- Mitglied, dann 1985 bis 1986 Präsident des Hochschulrates der Universität Freiburg
- Ehrendoktor der Universität Bogotá, für welche er die betriebswirtschaftliche Fakultät mit aufbaute.[1]
- Mitglied des Rotary Clubs Zürich-Limmattal
- Besitzer einer Zucht von Papageiamadinen[8]

## Privat
Romuald Burkard war seit 1953 mit Franziska Schenker (Enkelin des Firmengründers Winkler) verheiratet und hatte mit ihr zwei Söhne und drei Töchter.